# Wildunger Altar
Der Wildunger Altar ist das wertvollste Stück der Ausstattung der Evangelischen Stadtkirche Bad Wildungen. Der um 1403 von Conrad von Soest geschaffene Altar gilt als bedeutendes Werk der deutschen Tafelmalerei.

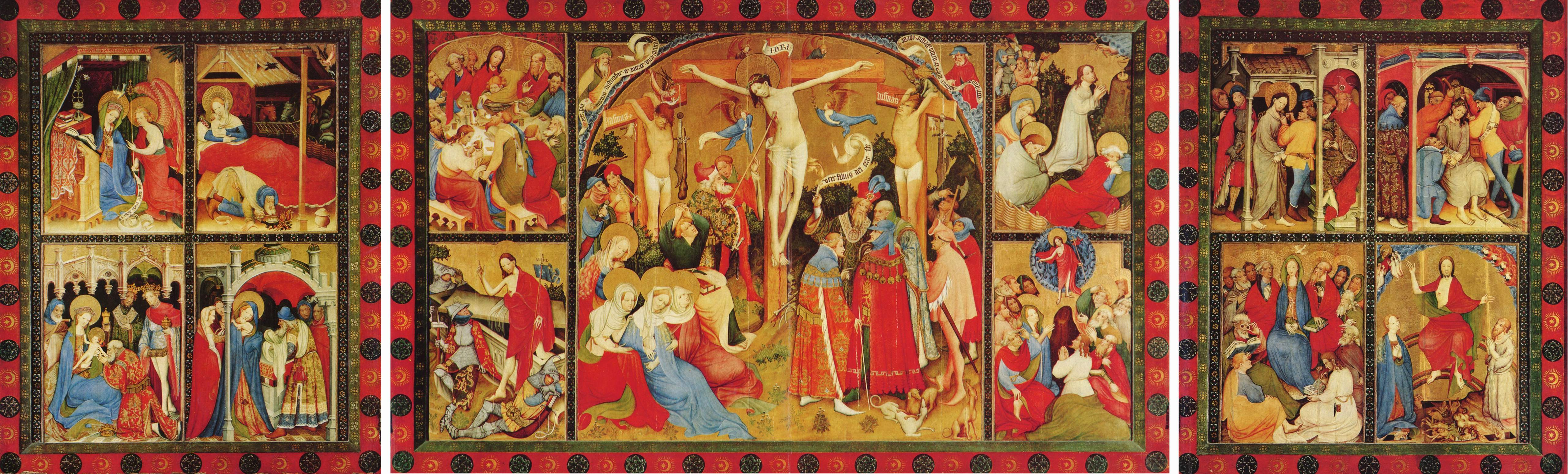
Gesamtansicht des Wildunger Altars

## Beschreibung und Geschichte
Der Wildunger Flügelaltar hat aufgeklappt eine Größe von 189 × 611 cm.
Die 13 Bilder des Innenteils zeigen die Kindheit und das Leiden Jesu. In der Mitte des Altars ist die Kreuzigung dargestellt. Auf der linken Seitentafel sind oben die Verkündigung der Geburt und die Geburt zu sehen. Darunter finden sich die drei Könige und die Darbringung des Kindes im Tempel. Links neben der Kreuzigung geht es weiter mit dem letzten Abendmahl. Rechts des großen Hauptbildes findet sich die Gethsemane-Szene. Weiter geht es auf dem rechten Seitenflügel mit dem Verhör bei Pilatus und daneben Jesu Geißelung. Unten links neben der Kreuzigungsszene ist die Auferstehung und rechts die Himmelfahrt zu sehen. Auf dem rechten Seitenflügel sind unten die Pfingstgeschichte und Christus als Weltenrichter dargestellt.
Conrads Stil und der Altartypus sind westfälisch – jedoch dem französischen Stil nachempfunden. Er hat Einfluss auf den niederdeutschen Raum gehabt. Die Entdeckung des Raumes und die Perspektive sind auf den Einfluss burgundischer Malerei zurückzuführen. Es soll einen theologischen Berater für das Bildprogramm gegeben haben – den Kaplan Conrad Stolle, der um 1400 in Wildungen tätig gewesen ist.
Der Altar hat während der Zeit der Reformation in zugeklapptem Zustand an einer Seitenwand gestanden. Den Zweiten Weltkrieg überstand der Wildunger Altar unbeschadet in einem Bunker bei Wildungen. Der Wildunger Altar wurde vielfach restauriert, das letzte Mal 1998.

## Die Einzelbilder des Wildunger Altars

### Die Verkündigung an Maria
„Maria wird als gebildete und edle Frau dargestellt, das zeigen die Bücher und ihre Kleidung.“

Die weißen Lilien in der Vase symbolisieren Marias Reinheit, die Taube den Heiligen Geist. Der Erzengel Gabriel verkündet Maria, dass sie den Heilsbringer gebären werde. Auf dem Spruchband steht in lateinischer Sprache: „Sei gegrüßt, Maria, Gnadenvolle, der Herr ist mit dir!“ Conrad hat sich selbst auf dem Bild erwähnt. Im Original kann man lesen, was auf der – für Maria nicht sichtbaren – Seite des aufgeschlagenen Buches steht – es ist der Name des Künstlers.

### Die Geburt Christi
Die Szene des Geburtsbildes wird von Maria und dem Kind beherrscht. Josef kniet davor und bereitet einen Brei für das Kind. Der Gottessohn liebkost seine Mutter – beide haben einen Heiligenschein. Josef ist dagegen der fürsorgliche Vater – als einfacher Handwerker ohne Heiligenschein dargestellt.

### Die Anbetung der Könige
In der Anbetungsszene ist aus dem Stall eine gotische Architektur geworden. Die Darstellung zeigt höfischen Glanz. Die Könige repräsentieren drei Altersstufen und sind prachtvoll gekleidet.

### Darbringung des Kindes im Tempel
Auf dem Bild ist Simeon dargestellt, deutlich als Jude zu erkennen. An seinem Gürtel hat er ein Täschchen hängen, das die rituellen Beschneidungsinstrumente aufbewahrt.

### Das letzte Abendmahl
„Für alle am Tisch Sitzenden nicht zu sehen, aber uns offen zugewandt, trägt der Verräter seinen Lohn in einem Beutel auf dem Rücken. Als weiteres Zeichen des Verrats versteckt er einen Fisch (ein frühes Symbol der Christen) unter dem Tisch.“

### Im Garten Gethsemane
Während Jesus ins Gebet versunken ist und die Jünger schlafen, nähern sich von links hinten die Häscher. Rechts oben ragt eine Hand mit einem Kreuz ins Bild: Die Anwesenheit Gottes in Jesu schwerster Stunde.

### Das Verhör bei Pilatus
In der Verhörszene wird Jesus an Händen gefesselt vorgeführt. Rechts ist Pilatus zu sehen, der seine Hände „in Unschuld wäscht“. Am linken Rand deuten die Mienen von zwei Menschen deutlich Zweifel an.

### Die Geißelung und Dornenkrönung
Dem an Händen gefesselten Jesus wird eine Dornenkrone aufgesetzt. Er wird misshandelt und geschlagen.

„Conrad stellt in den beteiligten Personen die vier Stände dar: Adel, Bürgerschaft, Geistlichkeit und Bauern.“

### Die Kreuzigung
In der Kreuzigungsszene ist links die „gute Seite“ mit Maria und den trauernden Frauen und rechts die „schlechte“ dargestellt, auf der sich aber auch der Hauptmann befindet, der den sterbenden Jesus als Gottes Sohn erkennt. Dieser ist reichgekleidet und trägt ein Schriftband mit der Aufschrift vere filius dei erat iste ("Dieser war wahrlich Gottes Sohn"). 
Conrad ist ein Fehler unterlaufen: Die Namen der beiden Mitgekreuzigten sind vertauscht. Der aus der Perspektive des Betrachters rechte Schächer, dessen Seele schon von einem kleinen Teufel erwartet wird, ist als „Dismas“ bezeichnet. Dismas ist aber in der Tradition der reuige Schächer auf Jesu rechter Seite. Auf dessen Namensschild, dessen Seele von einem Engelchen erwartet wird, hat Conrad aber „Jasmus“ geschrieben, während er in der Tradition meist Gestas genannt wird. Neben den Schächern hängen Waffen als Zeichen ihres Verbrechens.

### Die Auferstehung
Die Darstellung des Sarkophags und der verschobene Deckel sind – für die damalige Zeit ungewöhnlich – perspektivisch dargestellt. Das linke Bein ist noch im Sarg verborgen, und das rechte Bein steht auf der Rüstung des schlafenden Soldaten. Beide Beine sind aber nicht das Standbein – Jesus ist nicht echt (=irdisch) gezeigt.

„Die drei Soldaten, nach bester burgundischer Art gerüstet, begreifen nicht was geschieht – einer schläft sogar ruhig weiter.“

### Christi Himmelfahrt
„Besonders beeindruckt … die reiche Sprache der Gesichter. Ungläubiges Staunen, Fassungslosigkeit und tiefe Verzweiflung erfüllen die Jünger und Maria. Jesus ist bereits weit entrückt. Nur seine Fußabdrücke auf dem stilisierten Ölberg erinnern noch an sein irdisches Wandeln.“

### Das Pfingstgeschehen
Im Pfingstgeschehen geht es dem Maler vor allem um die Ehrung Marias als Mutter Kirche. Der Heilige Geist in Gestalt einer Taube kommt auf sie, die das Bild in der Darstellung beherrscht. Links und rechts sind die Apostelfürsten Petrus und Paulus dargestellt. Der Brillenapostel auf diesem Bild ist zu einem Symbol der Stadtkirche geworden. Er stellt die früheste Abbildung einer Brille nördlich der Alpen dar.

### Der Weltenrichter
In der Darstellung des Weltenrichters sind Maria links und Johannes der Täufer rechts zu sehen, wie sie für das Heil der Auferstandenen beten. Unterhalb öffnen sich die Gräber und die Hölle verschlingt die Sünder.

### Der geschlossene Altar
Wenn der Altar geschlossen ist, sind vier Heilige dargestellt: Die Heilige Katharina, Johannes der Täufer, die Heilige Elisabeth und der Heilige Nicolaus. Diese Bilder sind im Allgemeinen zugehängt, um Schäden an ihnen zu vermeiden.

### Galerie der Einzelbilder des Wildunger Altars

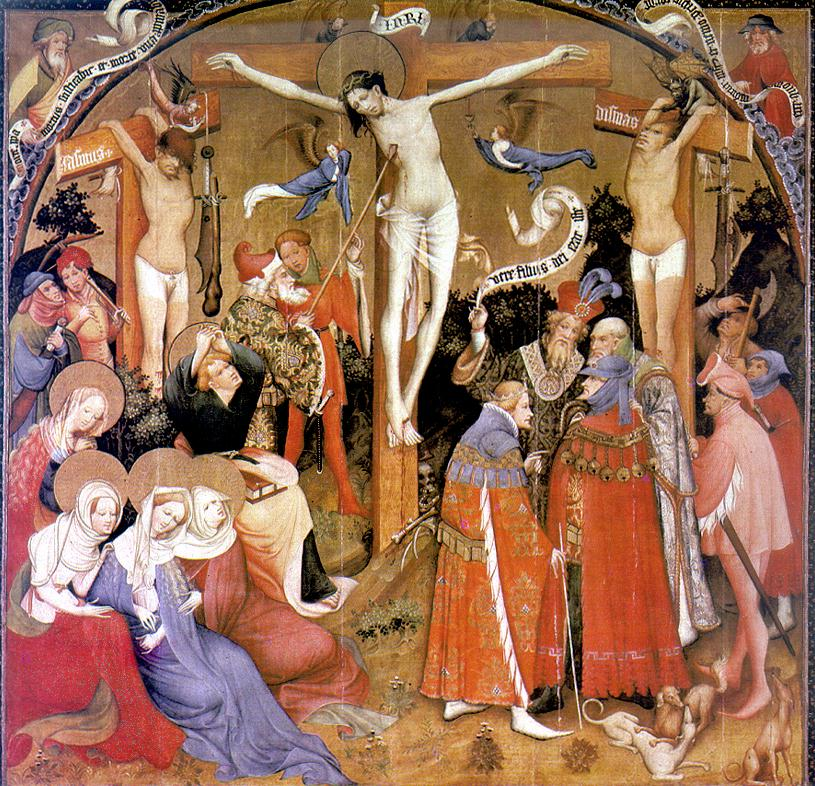
Kreuzigung

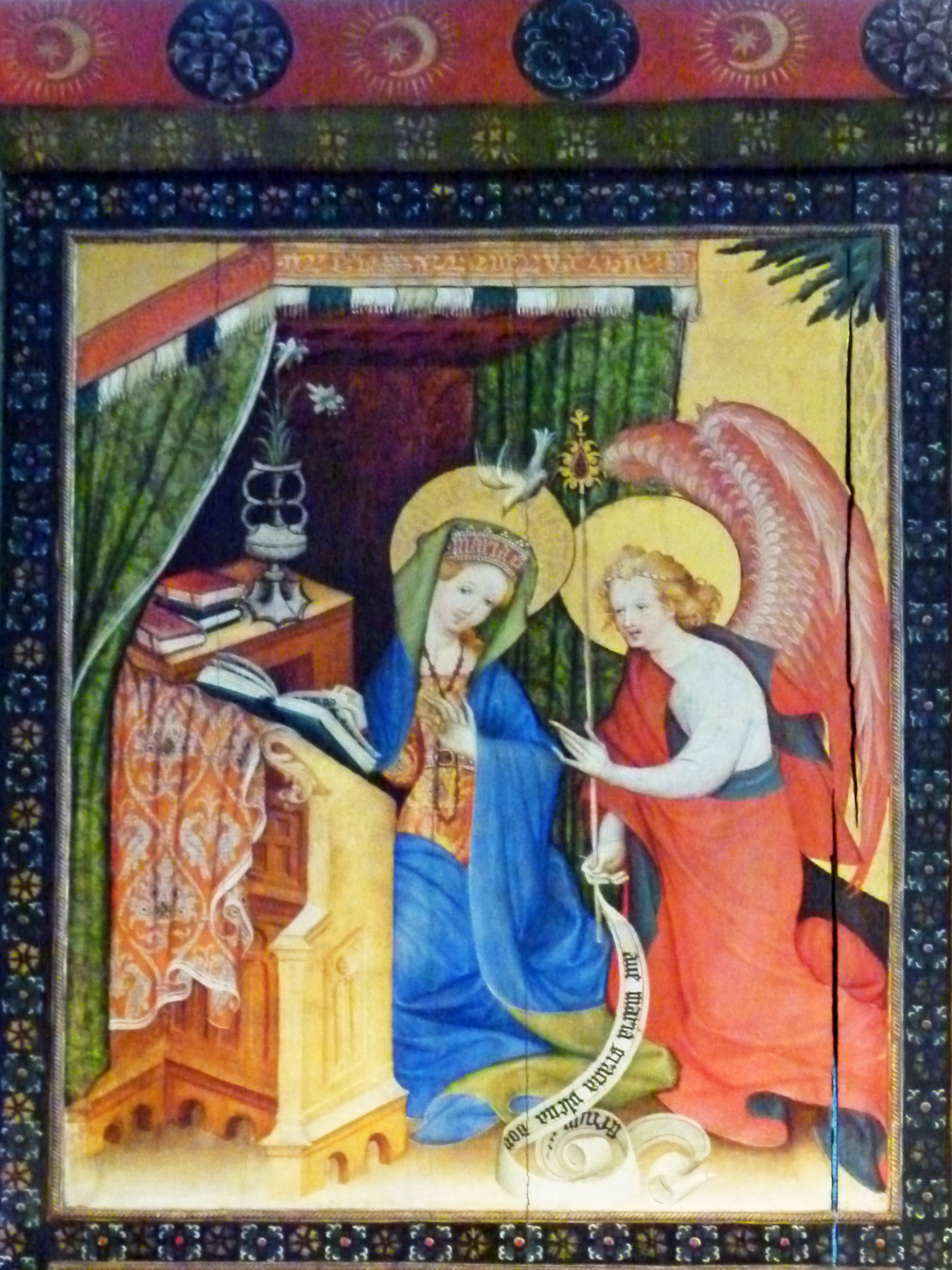
Ankündigung der Geburt
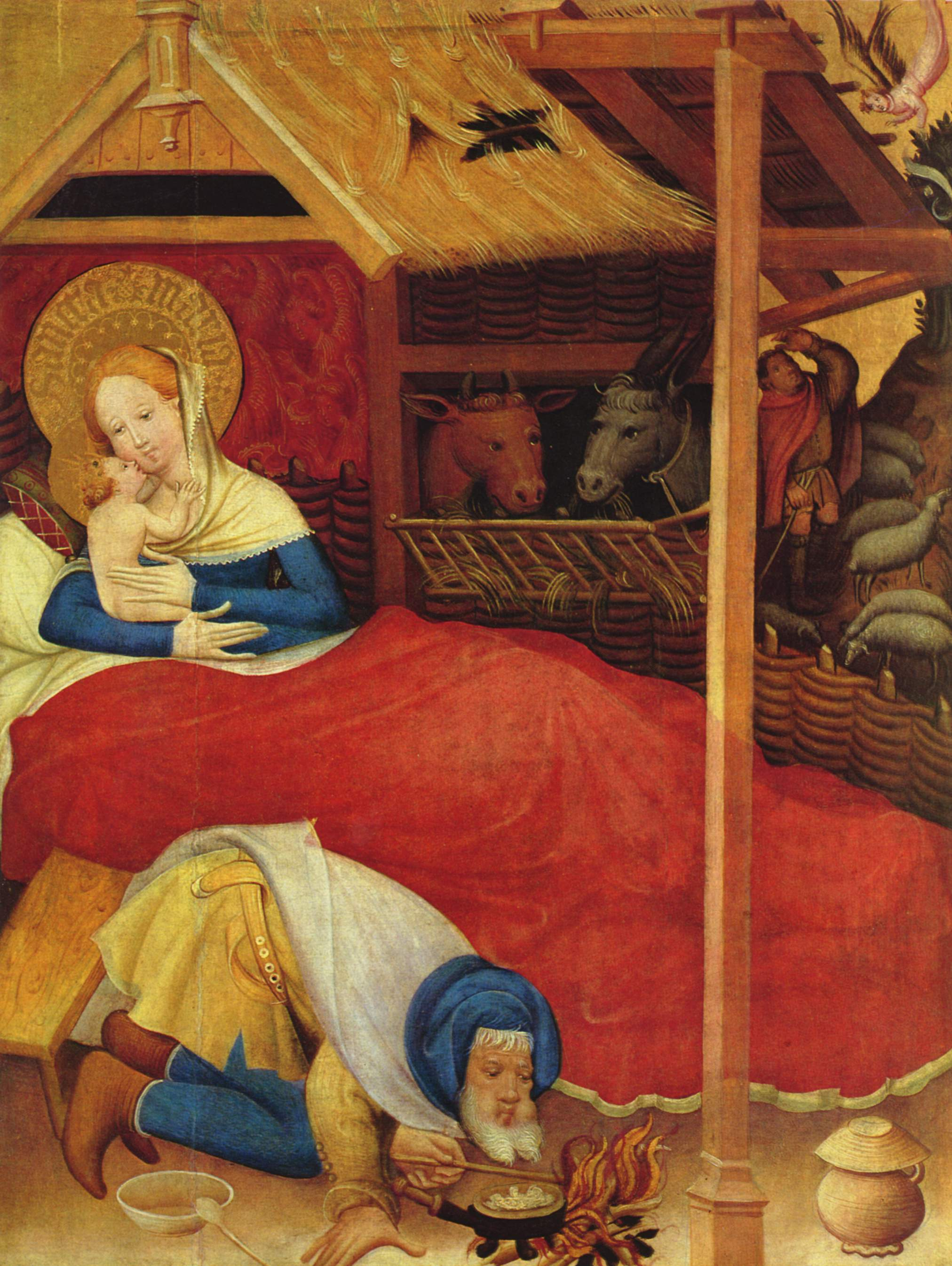
Geburt
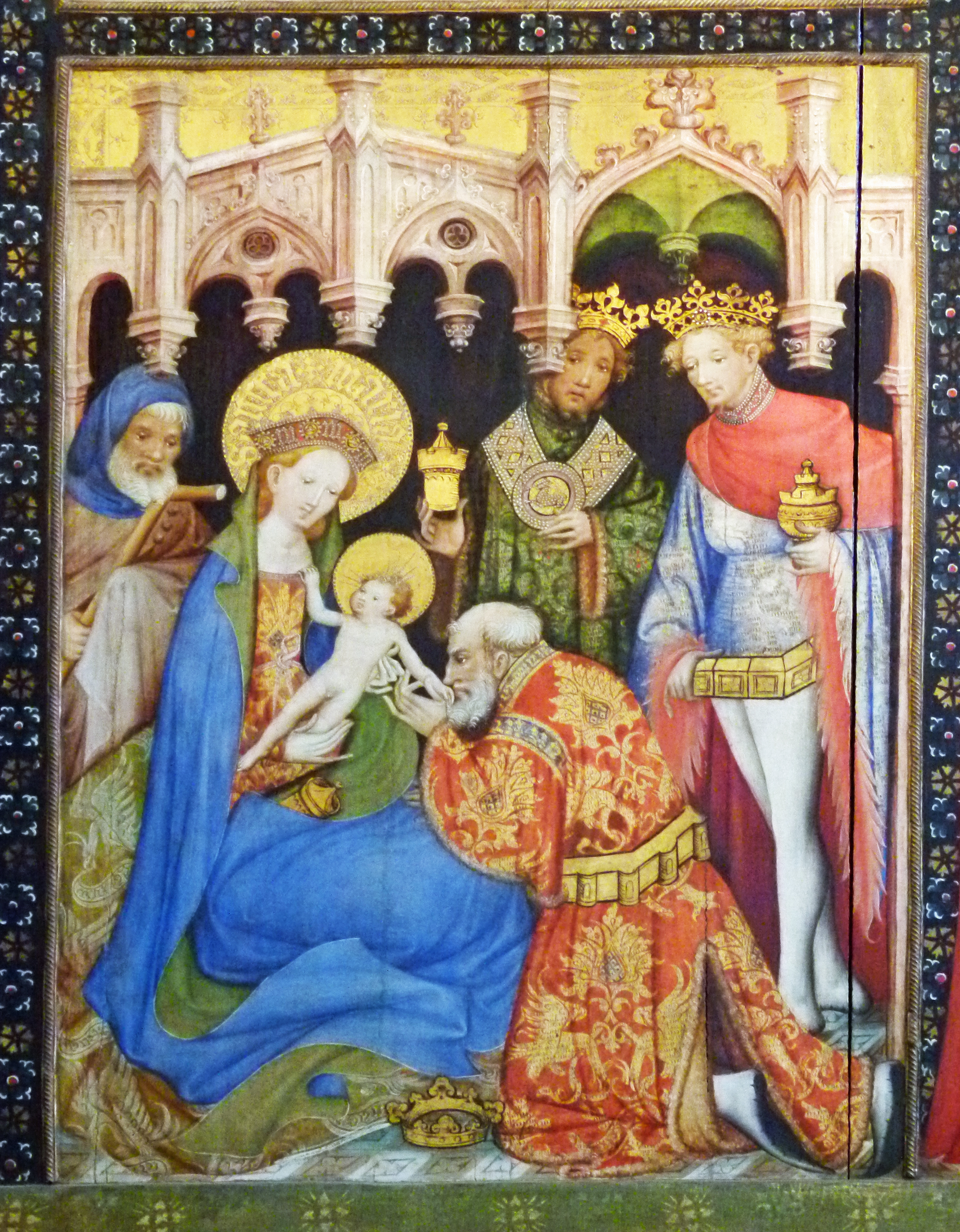
Anbetung der Könige
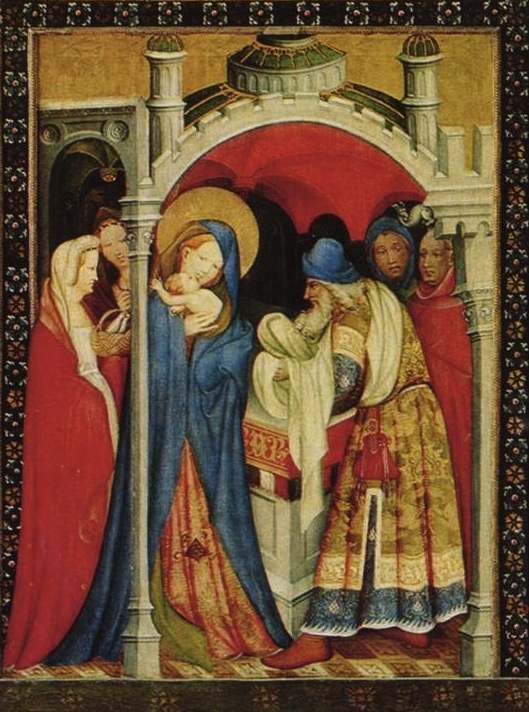
Darstellung im Tempel
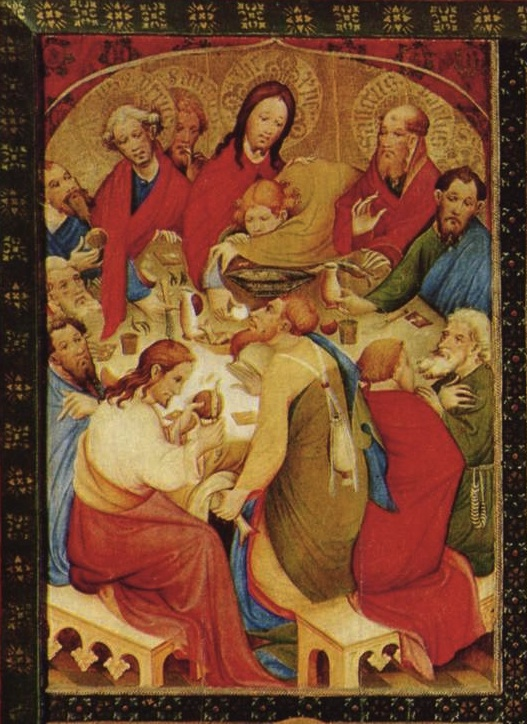
Letztes Abendmahl
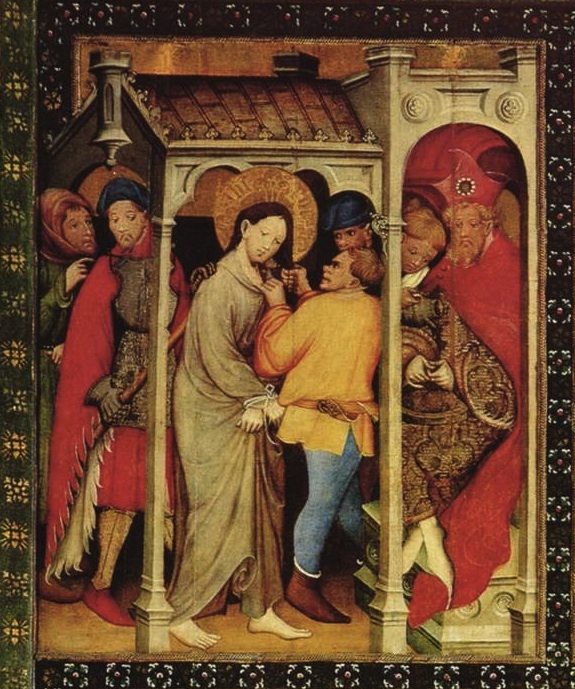
Jesus vor Pilatus
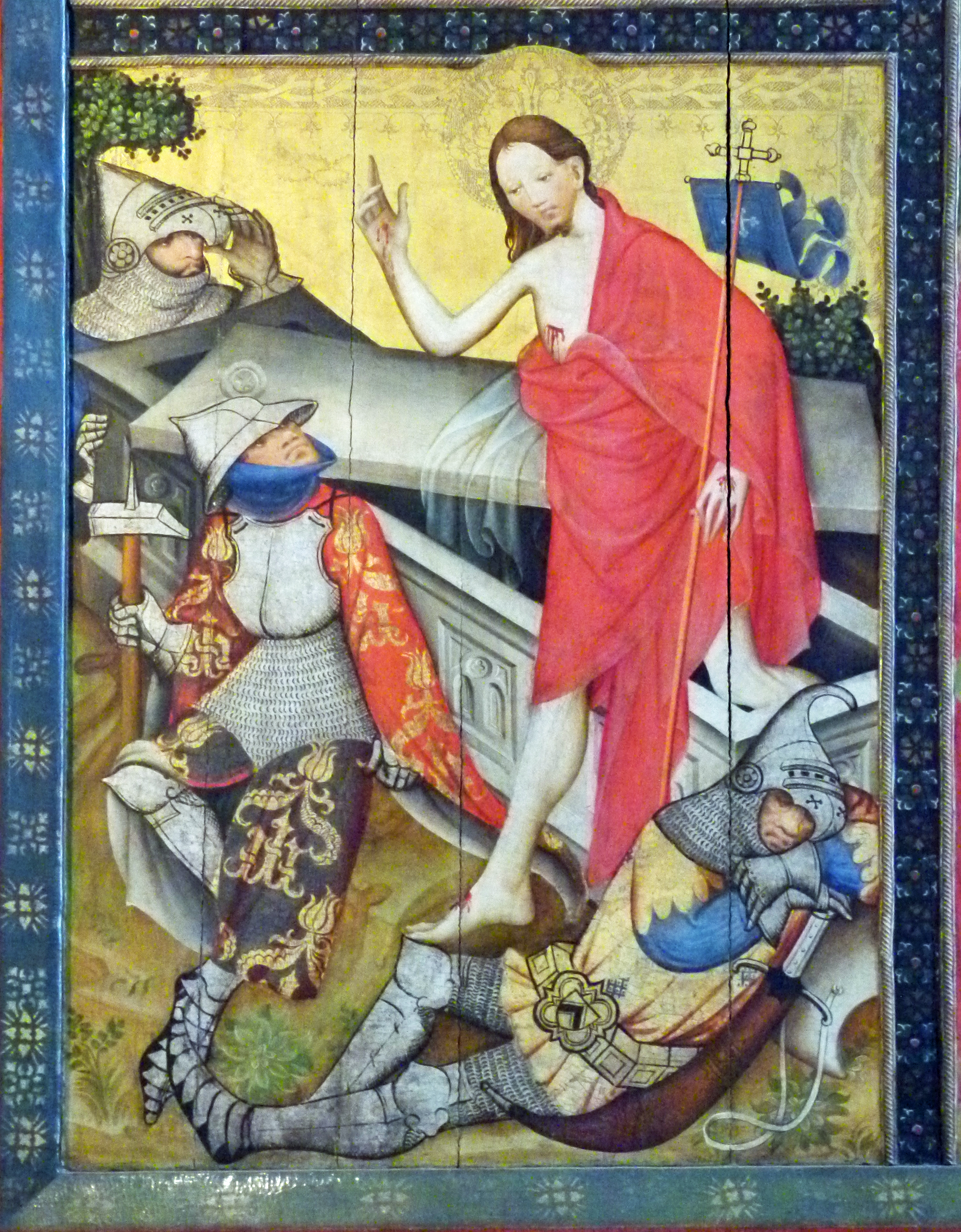
Jesu Auferstehung
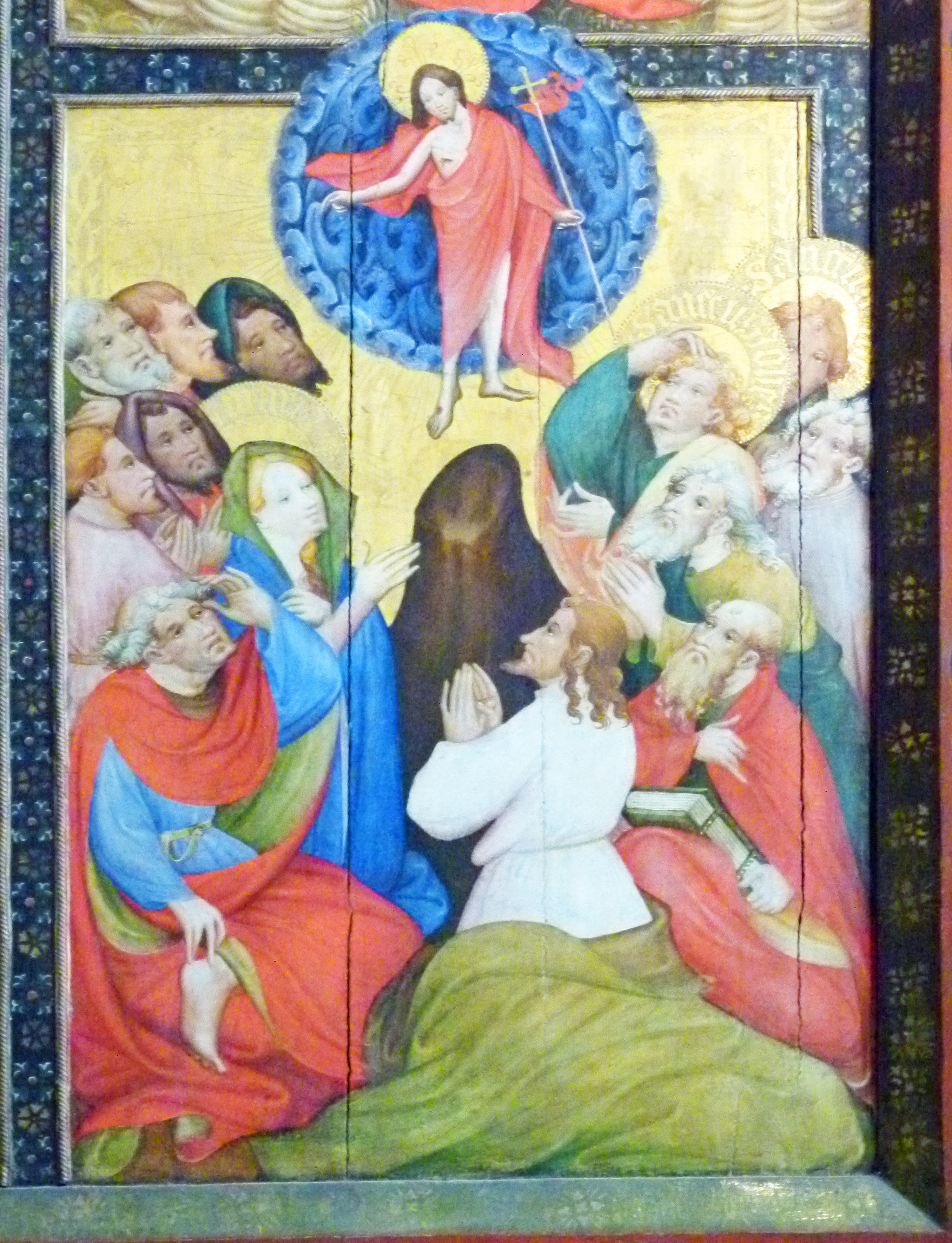
Himmelfahrt
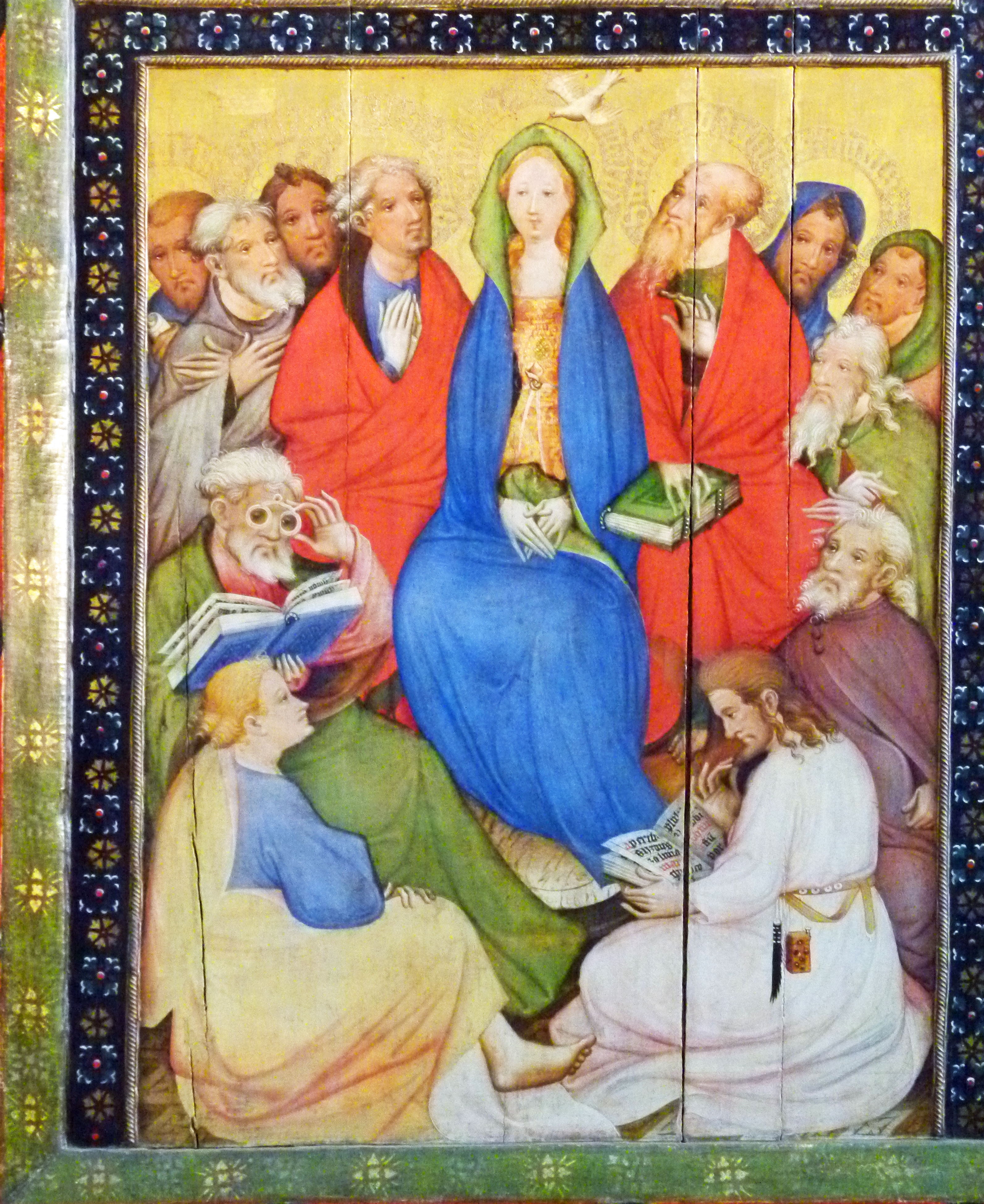
Pfingsten
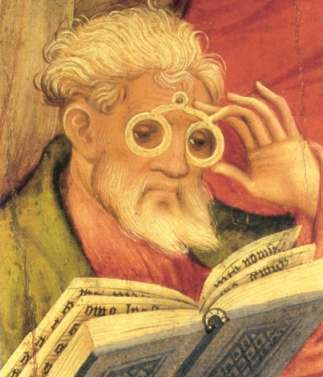
Der Brillenapostel
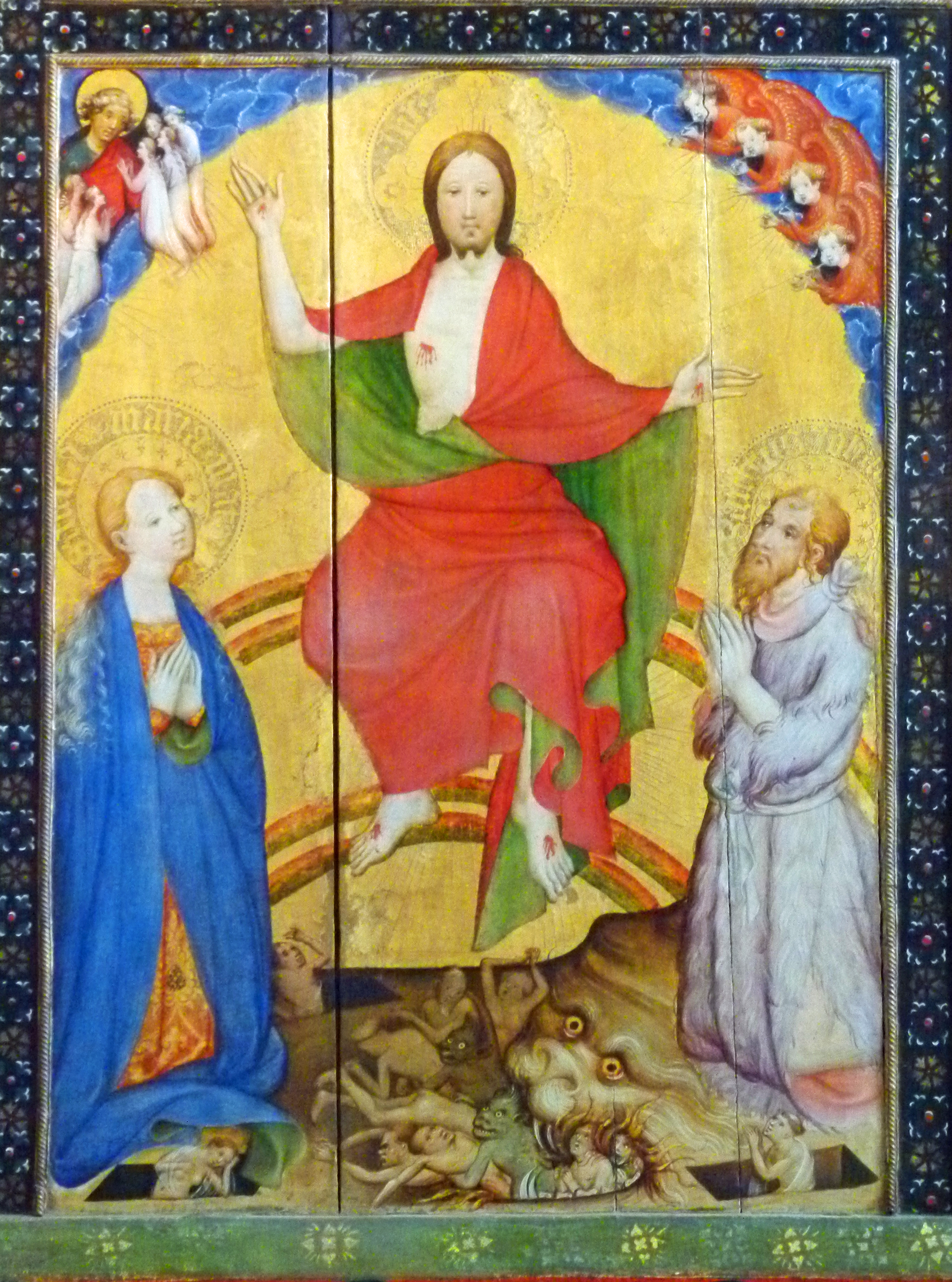
Der Weltenrichter